# 唐珍
唐珍（?—179年），字惠伯，颍川郾县（今河南郾城）人，東漢官員，历任司隶、太常、大司空。
幼年有神童之稱，累官太常，熹平二年（173年）賜為司馬。。中常侍唐衡為其兄。长兄唐玹为京兆虎牙都尉、京兆尹。从兄唐凤为会稽太守，从侄唐扶，历任成阳令、郎中、鄡阳长有德政。唐珍卒於光和二年（179年），鄉人為唐珍立唐司空廟。
珍子唐瑁东汉会稽太守，瑁女唐氏，东汉少帝刘辩妃。